# Аванесов, Владимир Николаевич
Влади́мир Никола́евич Аване́сов (12 августа 1931, Хакуринохабль, Северо-Кавказский край — 4 мая 2008) — советский и российский врач-курортолог, заслуженный врач РСФСР. Внёс вклад в становление и развитие курорта Анапа. Почётный гражданин Анапы (1998).

## Биография
Окончил Кубанский медицинский институт (1957), работал участковым врачом в Холмской сельской больнице. В 1960 году возглавил Абинский райотдел здравоохранения. С 1962 года — главврач Анапского и Темрюкского районов.
С 1965 по 1991 год возглавлял Анапский территориальный совет по управлению курортами профсоюзов, в эти годы в Анапе были построены семь новых санаториев общей численностью 5 тысяч мест, новые спальные корпуса санаториев «Эжени Коттон», «Чайка», дворец «Курортный», крупнейший детский санаторный комплекс круглогодичного функционирования около 2500 мест. Заработало крупнейшее на Черноморском побережье бальнео-физиотерапевтическое объединение.
Кандидат медицинских наук (1982, тема диссертации «Актуальные вопросы организации дерматологической санаторно-курортной помощи»).

## Память
В Анапе в 2008 году установлен памятники В.Н. Аванесову, его именем назван сквер  (впрочем, в 2011 году произошла неудачная попытка закрытия сквера имени заслуженного врача Аванесова).  Сейчас имя Аванесова включено также в памятные списки "Имя Кубани" и "Ими гордится Анапа".